# Annette Carlström
Annette Lillian Carlström, född 1957, är en svensk botaniker.

## Beskrivna arter (urval)
- Aethionema glaucinum Greuter, Burdet, Andersson, Carlström, Franzén, Karlén & Nybom
- Aethionema lycium Andersson, Carlström, Franzén, Karlén & Nybom
- Aethionema saxatile (Linné) W.T.Aiton subsp. creticum (Boiss. & Heldr.) I.A.Andersson, Carlström, Franzén, Karlén & Nybom
- Aethionema saxatile (L.) W.T.Aiton subsp. oreophilum Andersson, Carlström, Franzén, Karlén & Nybom
- Aethionema saxatile (L.) W.T.Aiton subsp. scopulorum (Ronniger) Andersson, Carlström, Franzén, Karlén & Nybom
- Alyssum pogonocarpum Carlström, 1984
- Consolida arenaria Carlström, 1984
- Origanum symes Carlström, 1984
- Umbilicus albido-opacus Carlström, 1984
- Sedum caricum Carlström, 1985
- Sedum delicum Carlström, 1985
- Arenaria cariensis Carlström, 1986
- Centaurium serpentinicola Carlström, 1986
- Campanula veneris Carlström, 1986
- Campanula kastellorizana Carlström, 1986
- Campanula simulans Carlström, 1986
- Thlaspi cariense Carlström, 1986
- Centaurium serpentinicola Carlström, 1986

## Publikationer (urval)
- Andersson, A., Carlström, A. Franzén, R., Karlén, Th. & Nybom, H. 1983: A revision of the Aethionema saxatile complex (Brassicaceae). Willdenowia 13: 3–42.
- Carlström, A. 1984: New species of Alyssum, Consolida, Origanum and Umbilicus from the SE Aegean Sea. In: Willdenowia, 14(1): 15–26 (engelska)
- Carlström, A., 1984: A revision of Cleome series Ornithopodioides Tzvelev (Capparaceae). In: Willdenowia, 14(1): 119–130 (engelska)
- Carlström, A., 1981: Blad- och busklavar inom Friseboda naturreservat, Länsstyrelsen i Kristianstads län
- Carlström, A., 1985: Two new species of Sedum L. (Crassulaceae) from S Greece and SW Turkey. In: Willdenowia 15: 107–113. (engelska)
- Carlström, A., 1986: A revision of Arenaria sect. Orientales ser. Orientales incl. ser. Deflexae (Caryophyllaceae) in the Aegean and SW Turkey. In: Willdenowia 15: 359–374. (engelska)
- Carlström, A., 1986: New taxa and notes from the SE Aegean area and SW Turkey. In: Willdenowia, 16(1): 73–78 (engelska)
- Carlström, A., 1987: A survey of the flora and phytogeography of Rhodos, Simi, Tilos and Marmaris peninsula (SE Greece, SW Turkey), Institutionen för systematisk botanik, Lunds universitet
- Carlström, A., 1991: Miljöföroreningars inverkan på den genetiska strukturen i växtpopulationer: en kunskapsöversikt med förslag till åtgärds- och forskningsprogram, Naturvårdsverket
- Carlström, A., 1996: Endemic and threatened plants of the granitic Seychelles. Government Printer. Seychelles. 177p. (engelska)
- Carlström, A., 1996: Areas of conservation value in the granitic Seychelles. Government Printer. Seychelles. 108p. (engelska)
- Carlström, A., 1997: Urticaceae & Cannabinaceae. In Strid, A. & Kit Tan (red.) Flora Hellenica. Koeltz Scientific Books, Königstein. (engelska)
- Carlström, A., 1986: The phytogeographical position of Rodhos. Proceedings of the Royal Society of Edinburgh, 89B.